# Yavnella indica
Yavnella indica – gatunek owada z rodziny mrówkowatych. Występuje w Indiach. Osiąga kilka milimetrów.